# Onthophagus sulcatulus
Onthophagus sulcatulus là một loài bọ cánh cứng trong họ Bọ hung (Scarabaeidae).